# &TV
&TV, también conocido como And TV, es un canal de entretenimiento en hindi propiedad de Zee Entertainment Enterprises. Lanzado como un canal generalista del grupo ZEEL, comenzó a transmitir el 2 de marzo de 2015. El 1 de junio de 2019, &TV se cerró en el Reino Unido debido al lanzamiento de ZEE5.

## Canales asociados

### &pictures
&pictures es un canal de películas vía satélite hindi de la India con sede en Bombay. El canal es propiedad de Zee Entertainment Enterprises. Es el primer canal de Zee Entertainment Enterprises bajo la nueva marca &. El canal transmite principalmente películas en hindi y algunas películas en inglés (dobladas al hindi).

### &xplor HD
&xplor HD (estilizado como &xplorHD) es un canal indio de películas hindi solo en HD propiedad de Zee Entertainment Enterprises. Lanzado el 18 de julio de 2019, muestra películas de Bollywood de autor y aclamadas por la crítica, similares a Star Gold Select. Es el quinto canal que utiliza la marca & de Zee y el noveno canal de películas hindi de Zee; su contraparte prémium de películas de Hollywood es &privé HD.